# Agnetha Fältskog
Agnetha Åse Fältskog, dite Agnetha Fältskog, née le 5 avril 1950 à Jönköping, est une chanteuse, auteure-compositrice-interprète, pianiste et productrice suédoise, et membre du groupe pop suédois ABBA.

## Biographie
Son père, Ingvar, produit des pièces de théâtre amateur. À cinq ans, elle apprend à jouer du piano chez ses voisins, ses parents lui offrent son propre piano deux années plus tard . À l'âge de quinze ans, Agnetha Fältskog chante dans un orchestre de bal, le « Bengt Enghart Orkestra », et travaille comme réceptionniste chez un concessionnaire d'automobiles. L'orchestre étant composé, hormis elle, de six garçons, le père d'Agnetha avait prévenu le manager que si un seul des hommes du groupe « flirtait » avec sa fille, il la retirerait immédiatement du groupe. Elle obtient son premier succès en 1967 avec sa composition Jag var så kär (en français : « J'étais si amoureuse »), produite par Karl-Gerhard Lundkvist. D'autres tubes suivent et elle joue le rôle de Marie-Madeleine dans la version suédoise de la comédie musicale Jesus Christ Superstar en 1972. Durant les années ABBA, elle n'enregistre qu'un album solo, Elva kvinnor i ett hus, en 1975 .

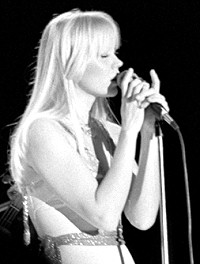
Agnetha lors d'un concert d'ABBA à Oslo en 1977.

ABBA se sépare en janvier 1983. L'artiste reprend alors sa carrière solo. Son premier album solo en anglais, Wrap Your Arms Around Me (produit par Mike Chapman) sort en 1983  et se vend à 1,5 million d'exemplaires dans le monde, le succès est surtout européen. Suivront deux autres albums, Eyes of a Woman (produit par Eric Stewart de 10cc) en 1985 et I Stand Alone (produit par Peter Cetera du groupe Chicago) en 1987.
L'artiste collabore également avec d'autres artistes et enregistre des duos tels que Never Again avec Tomas Ledin en 1982 , The Way You Are avec Ola Håkansson de Secret Service en 1986 et I Wasn't the One (Who Said Goodbye) avec Peter Cetera en 1987. Elle joue également un rôle important dans le film suédois Raskenstam qui obtient la faveur du public et des critiques en 1983.
Agnetha décide de mettre un terme à sa carrière en 1988.
Il faudra finalement attendre mai 2004 pour la voir sortir un nouvel album, My Colouring Book  , qui se vend à 500 000 exemplaires dans le monde dont 50 000 au Royaume-Uni. Il obtient la sixième place du hit-parade allemand. En mai 2013, elle sort un album, intitulé A, dont est extrait le single When You Really Loved Someone, et qui devient disque d'or au Royaume-Uni, en Allemagne, en Australie et en Suède.
En avril 2018, 37 ans après le dernier album du groupe (The Visitors en 1981), le groupe ABBA annonce s'être retrouvé en studio pour enregistrer deux nouveaux titres : I Still Have Faith in You et Don’t Shut Me Down. Les morceaux ont été enregistrés à l’été 2017. Les membres du groupe, âgés entre 68 et 73 ans, n’envisagent pas pour autant de se réunir pour chanter en public mais projettent de faire une tournée en hologramme, prévue pour 2019. La sortie des deux titres, initialement prévue pour décembre 2018, est repoussée à l'année suivante.
En octobre 2018, Björn Ulvaeus annonce qu'il pourrait y avoir « possiblement un nouvel album. Ou alors quatre chansons ou quelque chose dans le genre. C'est possible ». Le projet est finalement repoussé à 2020, puis à 2021 à cause de la crise du COVID-19. Le 2 septembre 2021, ABBA annonce officiellement son retour avec l'enregistrement d'un album intitulé Voyage, mais sans concerts en live. Les quatre membres du groupe ont enregistré en capture de mouvement leur performance, et ce seront des avatars numériques rajeunis qui joueront sur une scène spécialement construite pour l'occasion sur le site olympique de Londres.
Le 31 août 2023, elle annonce sur BBC2 qu'elle sort une nouvelle chanson Where do we go from here qui se trouvera sur l'album A+ à sortir le 13 octobre 2023, consistant en des remix de l'album A de 2013 et comportant la nouvelle chanson.

## Distinctions
- Commandeur 1ère classe de l'ordre royal de Vasa (Suède, 2024)[13]

## Vie privée
Elle est mariée au musicien Björn Ulvaeus le 6 juillet 1971 (également membre de ABBA). Ils ont ensemble deux enfants, Linda Elin Ulvaeus (en) (née le 23 février 1973) et Peter Christian Ulvaeus (né le 4 décembre 1977), et divorcent en 1979. Agnetha se remarie en décembre 1990 avec Tomas Sonnenfeld, dont elle divorce en 1993.

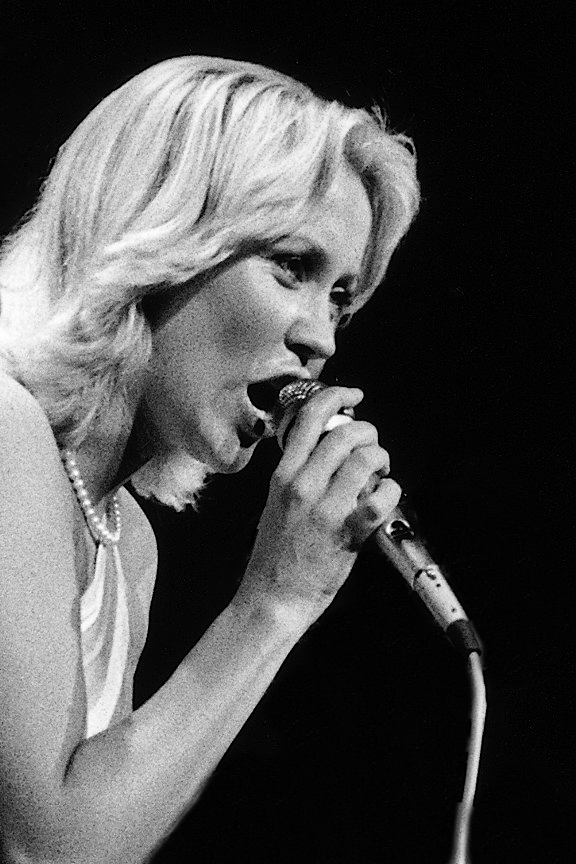
Agnetha Fältskog en 1979.
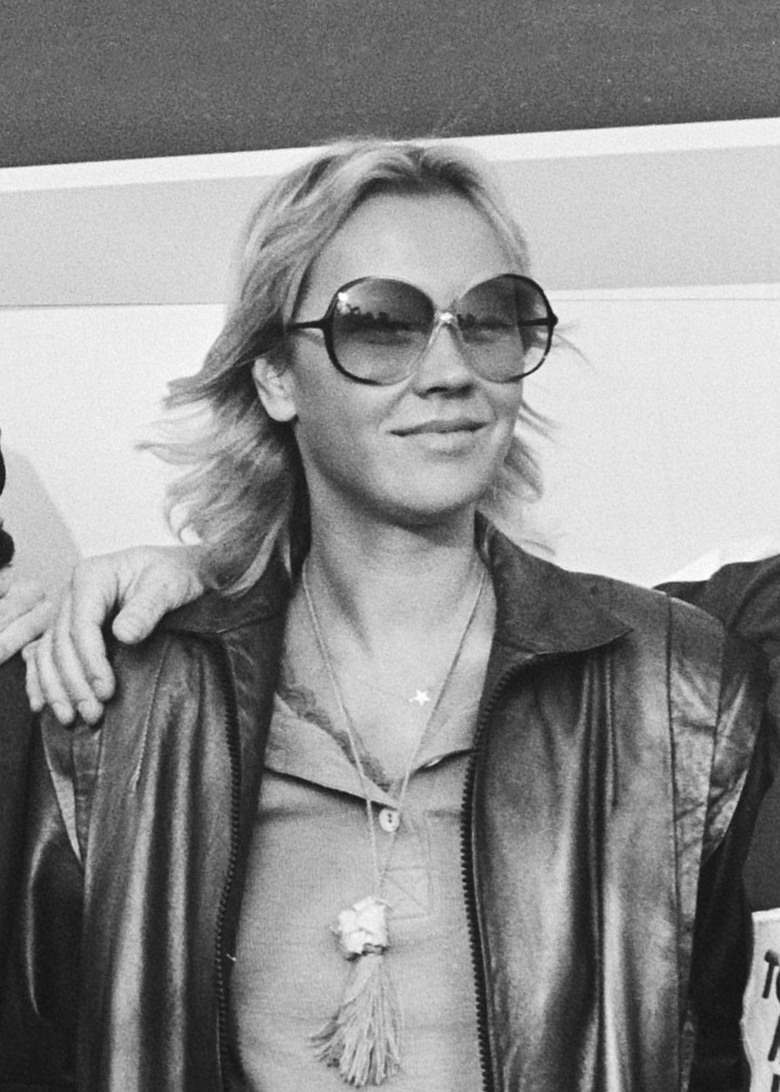
Agnetha Fältskog en 1979.
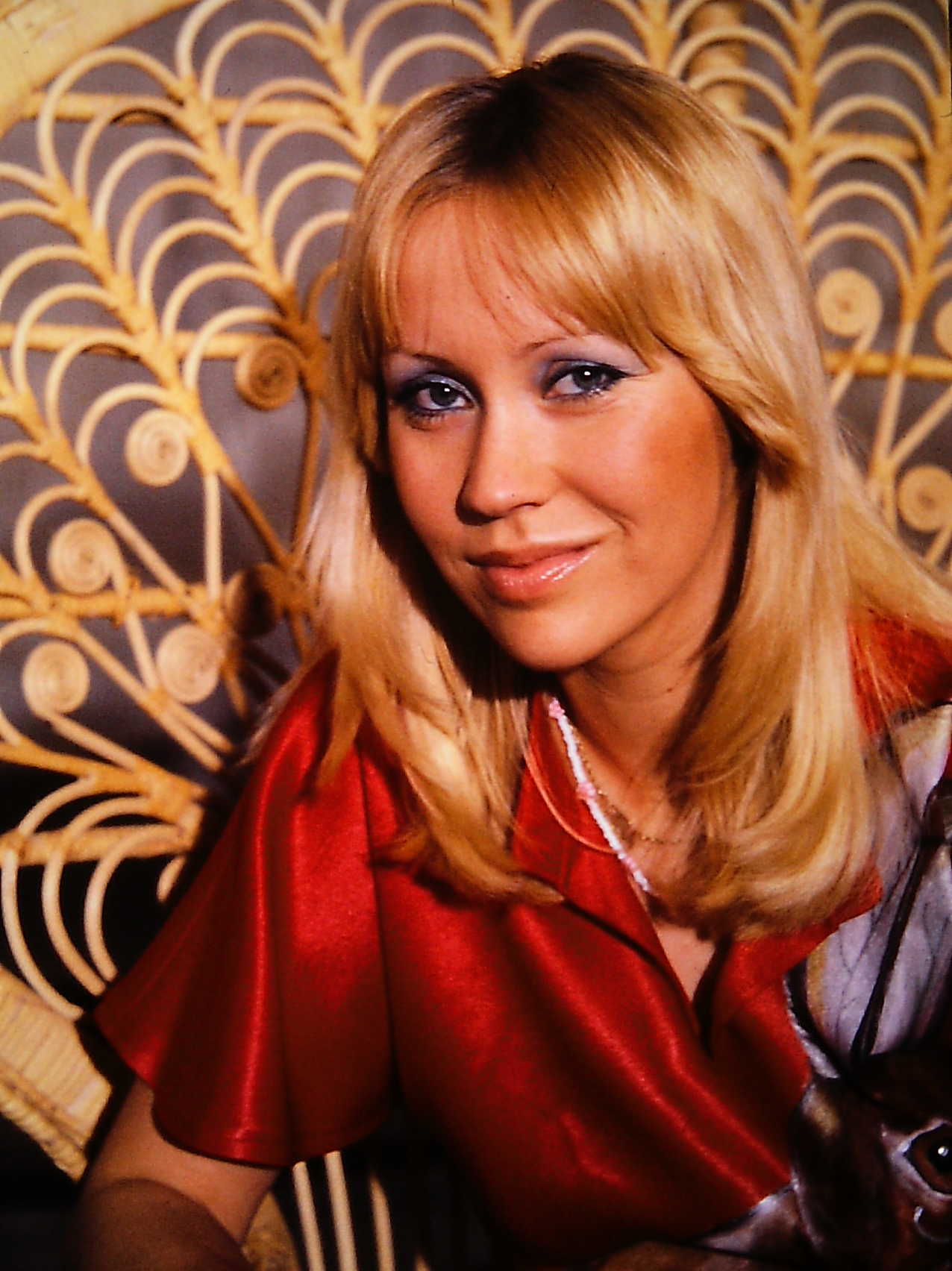
Agnetha Fältskog en 1980.
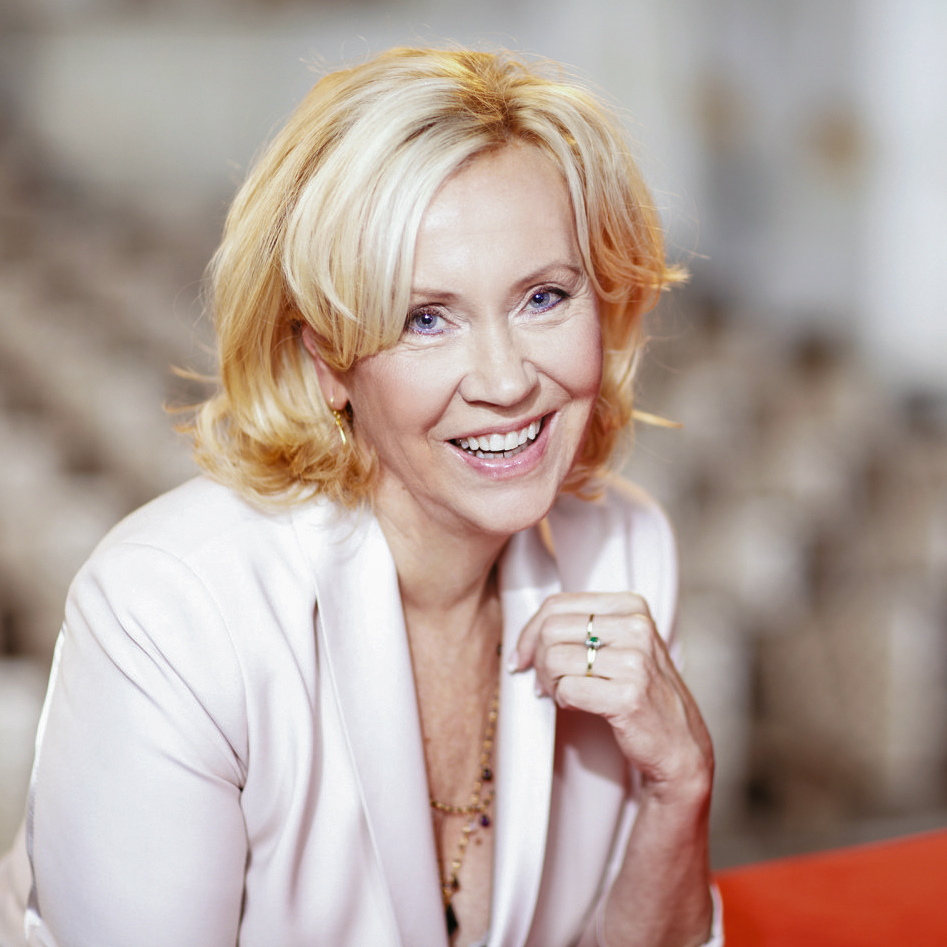
Agnetha Fältskog en 2013.

## Discographie hors ABBA

### Albums originaux
- Agnetha Fältskog (1968)
- Agnetha Fältskog Vol. 2 (1969)
- Som jag är (1970)
- När en vacker tanke blir en sång (1971)
- Agnetha Fältskogs bästa compilation (1973)
- Elva kvinnor i ett hus (1975)
- Tio år med Agnetha (compilation, 1979)
- Nu tändas tusen juleljus (avec sa fille Linda Ulvaeus, 1980)
- Wrap Your Arms Around Me (1983)
- Eyes of a Woman (1985)
- Team Toppen 1 (compilation parue uniquement en cassette audio, 1985)
- Agnetha Collection (compilation, 1986)
- Sjung denna sång (compilation, 1986)
- Kom följ med i vår Karusell (avec son fils Christian Ulvaeus, 1987)
- I Stand Alone (1987)
- Geh' mit Gott (compilation, 1994)
- My Love, My Life (compilation, 1996)
- That's Me - Greatest Hits (compilation, 1998)
- My Colouring Book (2004)
- Agnetha Fältskog De Första Åren (6-CD box, 2004)
- My Very Best (compilation, 2008)
- A (2013)
- "A+" (2023)

### Simples
- Jag var så kär (1967)
- Utan dej mitt liv går vidare (1968)
- En sommar med dej (1968)
- Allting har förändrat sig (1968)
- Robinson Crusoe (1968)
- Senior Gonzalez (1968)
- Concerto D'Amore (1969)
- Das Fest Der Pompadour (1969)
- Sjung denna sång (1969)
- Snövit och de sju dvärgarna (1969)
- Fram för svenska sommaren (1969)
- Hjärtats kronprins (1969)
- Zigenarvän (1969)
- Det handlar om kärlek (1969)
- Om tårar vore guld (1970)
- Som ett eko (1970)
- En sång och en saga (1970)
- Ein Kleiner Mann In Einer Flasche (1970)
- Fragezeichen Mag Ich Nicht (1970)
- Kungens vaktparad (1971)
- Många gånger än (1971)
- Dröm är dröm och saga saga (1971)
- Vart ska min kärlek föra (1972)
- Tio mil kvar till Korpilombolo (1972)
- Geh' Mit Gott (single) (1972)
- Komm Doch Zu Mir (1972)
- En sång om sorg och glädje (1973)
- Golliwog (1974)
- Dom har glömt (1975)
- S.O.S. (1975)
- När du tar mig i din famn (1979)
- Never Again (avec Tomas Ledin) (1982)
- The Heat Is On (1983)
- Can't Shake Loose (1983)
- Wrap Your Arms Around Me (1983)
- It's So Nice to Be Rich (1983)
- I Won't Let You Go (1985)
- One Way Love (1985)
- The Way You Are (avec Ola Håkansson, chanteur de Secret Service) (1986)
- Karusellvisan (avec son fils Christian) (1987)
- På söndag (avec son fils Christian) (1987)
- The Last Time (1987)
- I Wasn't the One (Who Said Goodbye) (avec Peter Cetera) (1987)
- Let It Shine (1988)
- The Queen of Hearts (1998)
- If I Thought You'd Ever Change Your Mind (2004)
- When You Walk in the Room (2004)
- Sometimes When I'm Dreaming (2004)
- When You Really Loved Someone (2013)
- The One Who Loves You Now (2013)
- Dance Your Pain Away (2013)
- I Should’ve Followed You Home (avec Gary Barlow) (2013)